# Крандал (Тексас)
Крандал (енгл. Crandall) град је у америчкој савезној држави Тексас. По попису становништва из 2010. у њему је живело 2.858 становника.

## Демографија
Према попису становништва из 2010. у граду је живело 2.858 становника, што је 84 (3,0%) становника више него 2000. године.
| Група             | 2000.         | 2010.         |
| Белци             | 2.419 (87,2%) | 2.493 (87,2%) |
| Афроамериканци    | 106 (3,8%)    | 105 (3,7%)    |
| Азијати           | 5 (0,2%)      | 21 (0,7%)     |
| Хиспаноамериканци | 200 (7,2%)    | 207 (7,2%)    |
| Укупно            | 2.774         | 2.858         |